# Gospod Pepi ali zgodnje iskanje imena
Gospod Pepi ali zgodnje iskanje imena je generacijsko-družinski roman z avtobiografsko osnovo pisatelja, pesnika in publicista Jožeta Snoja. Izšel je leta 2000. 
Očetova pripoved, obogatena s številnimi drobnimi zapažanji, ljubeča in duhovita, ostaja osrednja povezovalna nit v romanu, ki je pisan iz perspektive zvestega otroškega poslušalca, radovednega sina Uška. Ta na vrtu gospoda Pepija, pripovedovalčev stric, prisluškuje tetam, materi in očetu. Ko je morala družina zaradi druge svetovne vojne in nevzdržnih političnih razmer prisilno oditi iz Maribora, je konec Uškovega otroštva in začenja se doba odraslosti. Romaneskna nit seže tudi v sodobnost, vse do slovenske osamosvojitve leta 1991, do novorevijaškega gibanja, izdaje znamenite 57. številke te revije in do konca desetdnevne vojne. Toda podoba Meljske ceste iz pisateljevega otroštva ostaja stalna, nikoli izbrisana izkušnja ter vsedoločljiv spomin.